# Golfo (film, 1955)
Pour l’article homonyme, voir Golfo (film, 1914).
Pour plus de détails, voir Fiche technique et Distribution.
Golfo (grec moderne : Γκόλφω) est un film grec réalisé par Orestis Laskos et sorti en 1955.
Adaptation d'une pièce de théâtre à succès de 1893, il fait partie genre des « films en fustanelle ». Il s'agit aussi d'une nouvelle adaptation au cinéma de cette pièce après une première version sortie en 1914.

## Synopsis
Un jeune berger Tassos est partagé entre la riche héritière Stavroula et l'orpheline, Golfo. Tassos cède à l'appât du gain. Golfo désespérée s'empoisonne. En l'apprenant, Tassos se suicide à son tour, laissant Stavroula à son tour désespérée.

## Fiche technique
- Titre : Golfo
- Titre original : Γκόλφω
- Réalisation : Orestis Laskos
- Scénario :
- Montage : Dínos Katsourídis
- Société de production : Finos Film
- Pays d'origine :  Grèce
- Genre : « Film en fustanelle », drame bucolique
- Date de sortie : 1955

## Distribution
- Antigoni Valakou (el)
- Giorgos Glinos
- Nikos Kazis (el)
- Mímis Fotópoulos
- Thodoros Moridis
- Vassílis Avlonítis
- Kóstas Hadzichrístos